# Edward Kreisler
Ludwik Edward Kreisler (ur. 15 listopada 1903, zm. 21 kwietnia 1946 w Krakowie) – polski architekt, przedstawiciel modernizmu.

## Życiorys
Urodził się 15 listopada 1903 roku w rodzinie żydowskiej; był synem Leiba i Sary z d. Agatstein. Uczył się w filii Gimnazjum św. Jacka, a następnie przez dwa lata w Gimnazjum św. Anny. Po odbyciu służby wojskowej zdał w 1921 maturę. Rozpoczął studia na Wydziale Architektury Politechniki Lwowskiej, które ukończył w 1926 roku z wynikiem bardzo dobrym. W tym samym roku podjął pracę w krakowskim Urzędzie Budownictwa Miejskiego. W 1931 awansował na referenta, a w 1934 na kierownika oddziału. W 1936 otrzymał tytuł radcy budowlanego. 
W ramach pracy w Urzędzie brał udział m.in. w pracach nad odbudową sali posiedzeń Magistratu i uczestniczył w projektowaniu gmachu Muzeum Narodowego. Wielokroć współpracował z Czesławem Boratyńskim, który również był pracownikiem Urzędu. Z racji pełnienia funkcji publicznej Kreisler nie prowadził przedsiębiorstwa architektonicznego, współpracował jednak niekiedy z innymi budowniczymi przy prywatnych inwestycjach. W 1937 roku brał udział w Międzynarodowym Kongresie Architektury Nowoczesnej w Paryżu. Był członkiem ZAWK/SARP. 
W czasie II wojny światowej początkowo pracował w Wojewódzkim Biurze Budowlanym we Lwowie (w okresie okupacji radzieckiej); po zajęciu miasta przez Niemców i związanym z tym zaostrzeniem prześladowań ludności żydowskiej w 1942 roku wrócił do Krakowa, gdzie ukrywał się pod fałszywym nazwiskiem (Ludwik Górski). Później przeniósł się w okolice Kalwarii Zebrzydowskiej. Po wyzwoleniu Krakowa powrócił do pracy w Urzędzie Budownictwa Miejskiego. Zmarł nagle 21 kwietnia 1946 roku w Krakowie. Został pochowany na cmentarzu Rakowickim (po wojnie rodzina Kreislerów przyjęła chrześcijaństwo).

## Wybrane dzieła
- Miejski Dom Wycieczkowy przy  ul. Oleandry 4 w Krakowie (1929-1931)
- Blok mieszkalny Krakowskiej Spółdzielni Mieszkaniowej przy ul. Parkowej 15 w Krakowie (1930-1938, wraz z Czesławem Boratyńskim)
- Gmach Muzeum Narodowego w Krakowie (1933-1938, wraz z Czesławem Boratyńskim i Bolesławem Szmidtem)
- Sanatorium im. Marszałka Piłsudskiego w Jastrzębiu Zdroju wraz z Czesławem Boratyńskim (1928)
- Schronisko dla bezdomnych mężczyzn im. Brata Alberta przy ul. Nowaczyńskiego 1 w Krakowie (1934-1938)
- Pawilon Krakowskiego Towarzystwa Przeciwgruźliczego przy ul. Reymonta 18 (1935-1938, wraz z Czesławem Boratyńskim)
- Dom Starców Stowarzyszenia "Asifat Skenim" przy  ul. Chmielowskiego 6 w Krakowie (1937-1940, wraz z Jakubem Spirą)
- Kamienica przy ul. Lenartowicza 13 w Krakowie (1938-1940, wraz z Jakubem Spirą)

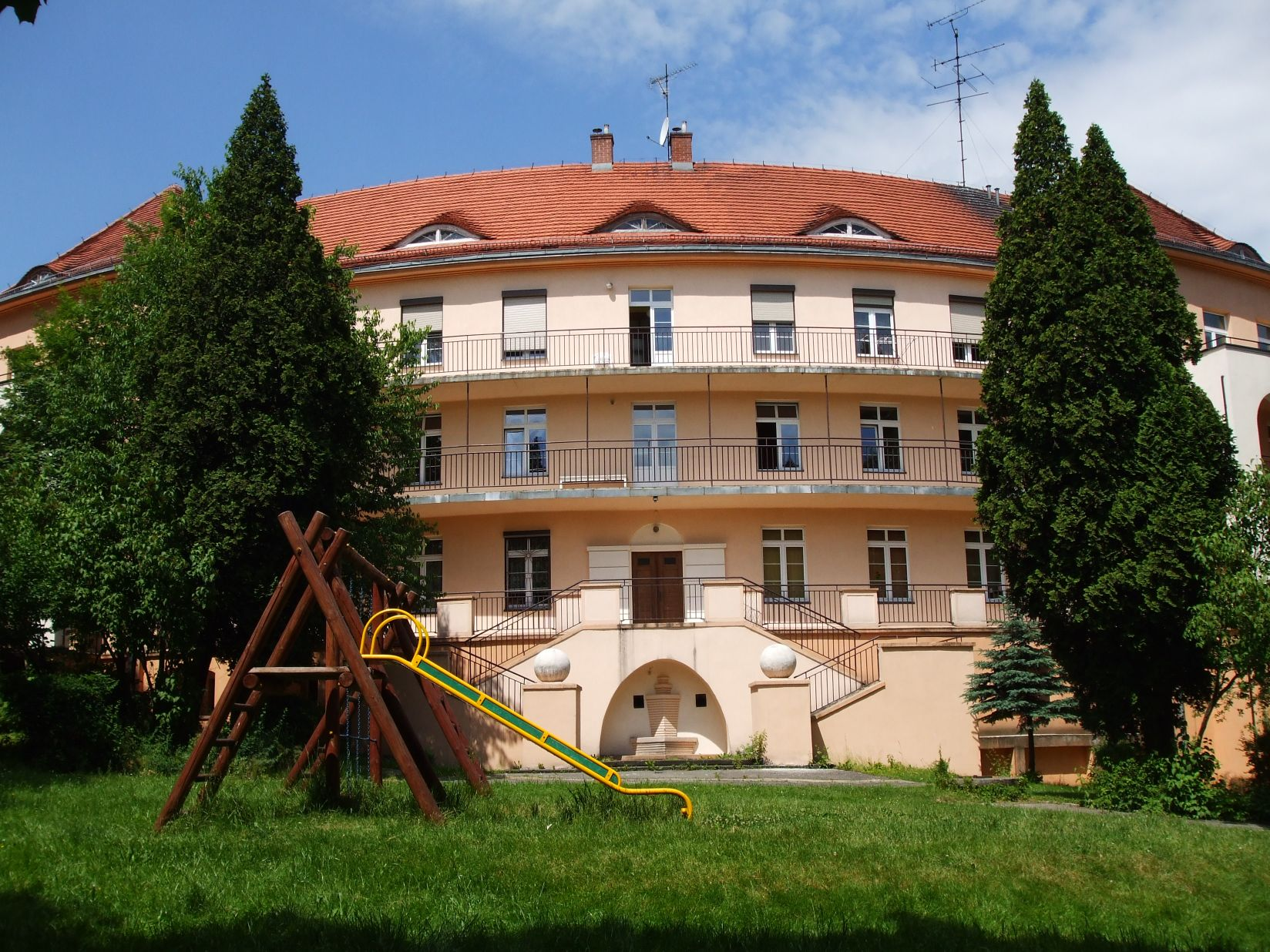
Sanatorium im. Marszałka Piłsudskiego (1928) Jastrzębie Zdrój, ul. Kościuszki 14
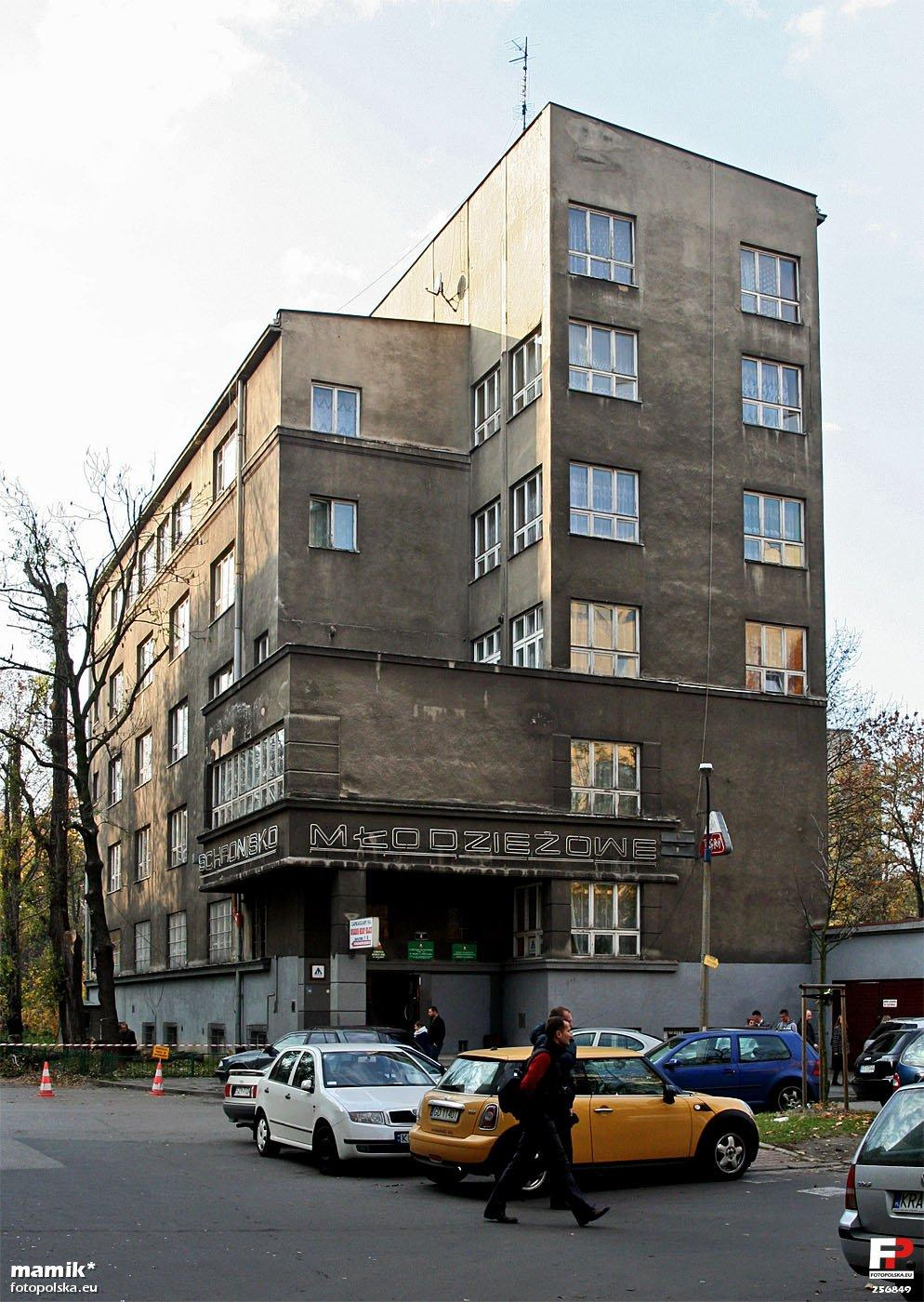
Dom wycieczkowy (1930) Kraków, ul. Oleandry 4
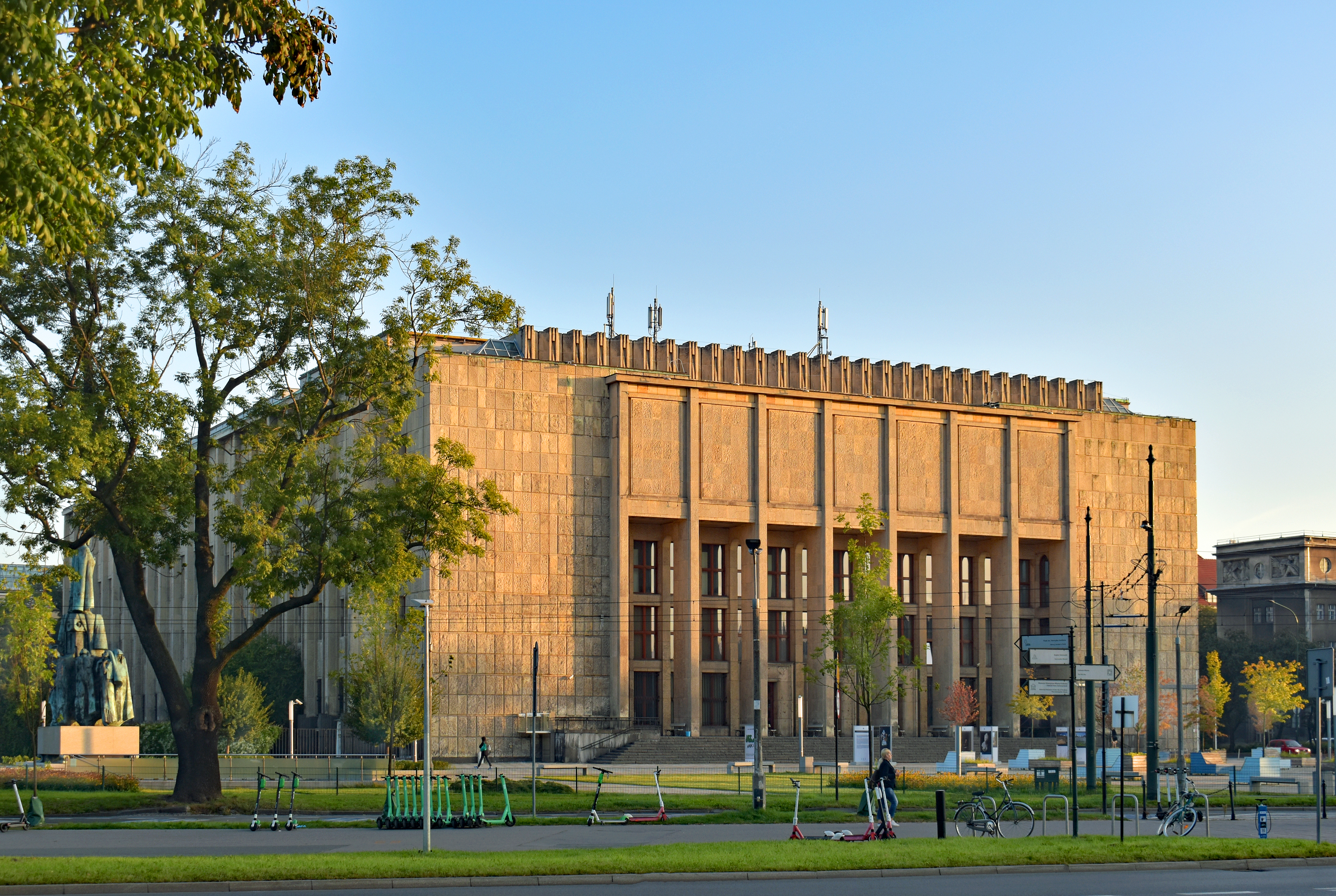
Gmach Główny Muzeum Narodowego (1934) Kraków, al. 3 Maja 1
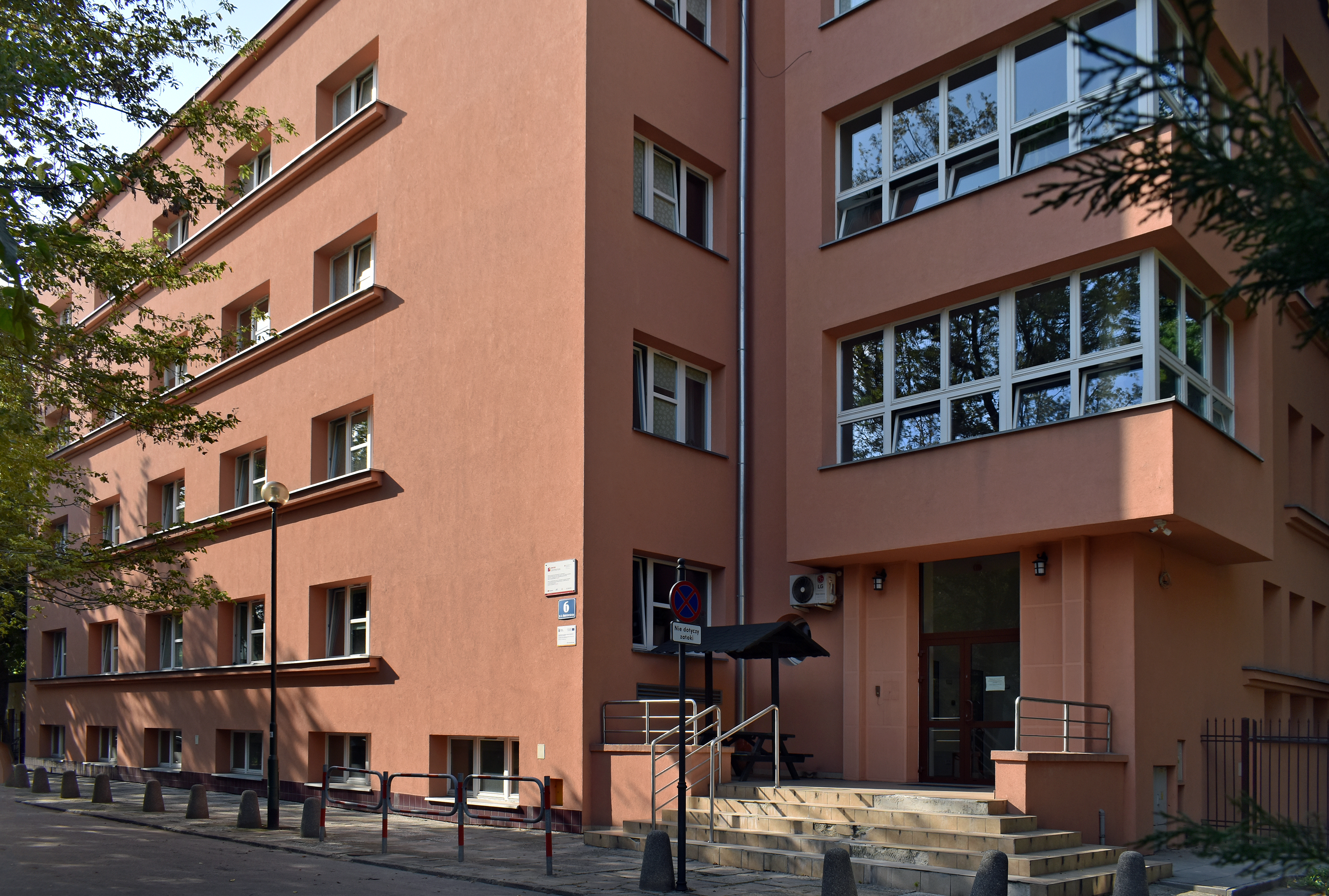
Dawny Dom Stowarzyszenia Ochrony Starców Żydowskich Asyfas Skeinim (1937) Kraków, ul. A. Chmielowskiego 6
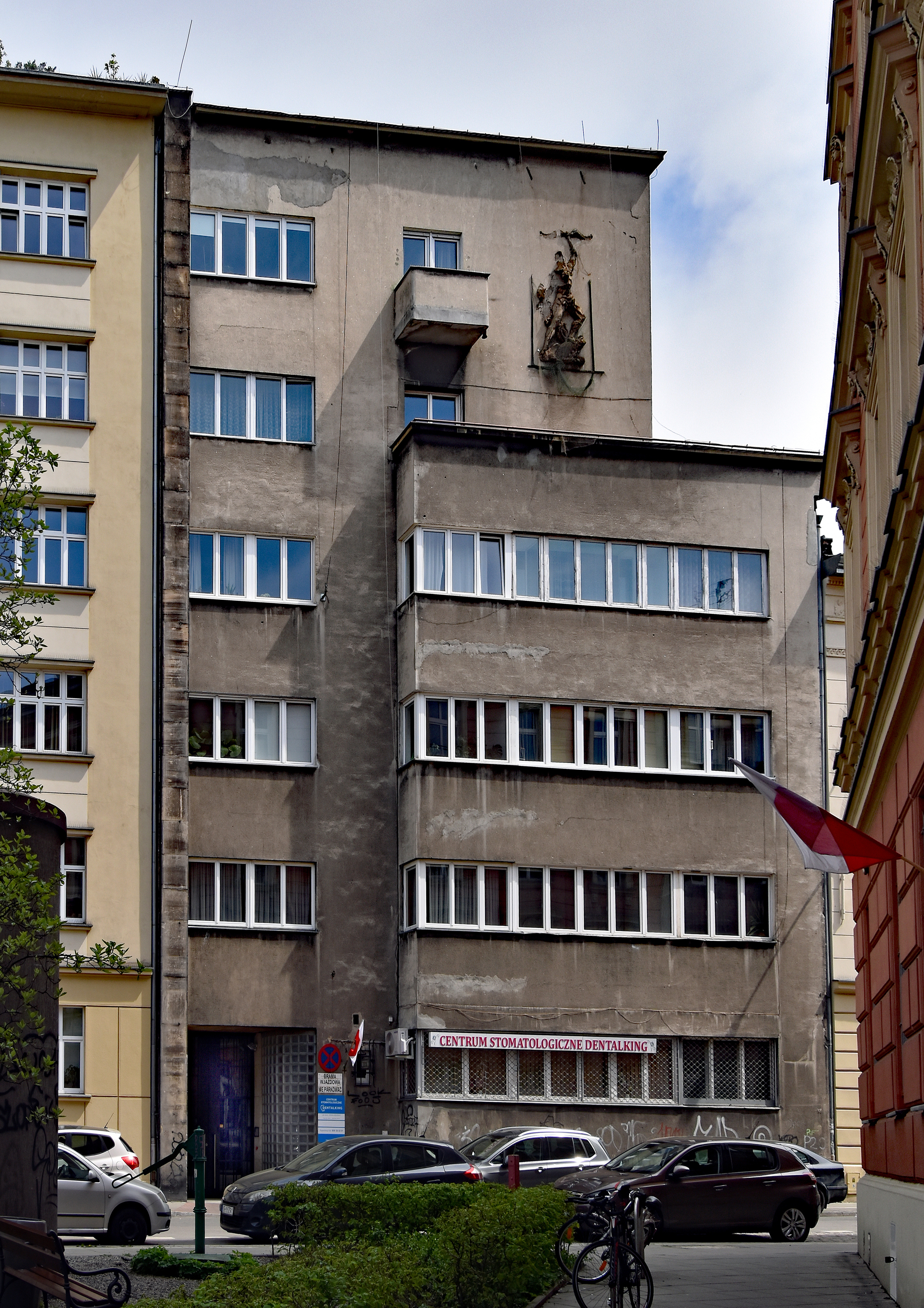
Funkcjonalistyczna kamienica (1938) Kraków, ul. Lenartowicza 13